# آنیتا دورانته
آنیتا دورانته (ایتالیایی: Anita Durante؛ ‏ ۲۸ سپتامبر ۱۸۹۷ – ۲ مهٔ ۱۹۹۴) بازیگر اهل ایتالیا بود.
از فیلم‌هایی که وی در آن نقش داشته‌است، می‌توان به نشان ونوس، دوهمسری، ساخت ایتالیا، اورینت اکسپرس، از بلوندها متنفرم، کارمن و قهرمان زمان ما اشاره کرد.